# Unionistische Demokratische Union
Die Unionistische Demokratische Union (arabisch الاتحاد الديمقراطي الوحدوي, DMG al-ittiḥād ad-dīmuqrāṭī al-wiḥdawī; französisch Union démocratique unioniste, UDU) ist eine tunesische politische Partei, welche den arabischen Nationalismus verteidigt.
Gegründet am 26. November und anerkannt am 30. November 1988, zählte sie im Jahr 2011 noch sieben Delegierte in der Abgeordnetenkammer. Sie nahm an allen Parlamentswahlen seit 1989 teil. In der im Oktober 2011 gewählten Verfassunggebenden Versammlung ist sie jedoch nicht vertreten.
Bei der Wahl 1999 stellte die Unionistische Demokratische Union ihren Gründer und Generalsekretär Abderrahmane Tlili als Präsidentschaftskandidaten auf; er erhielt 0,23 % der Wählerstimmen. Während sie 2004 keinen Kandidaten vorstellte, schickte die Union bei den Wahlen 2009 den Nachfolger Tlilis, Ahmed Inoubli, ins Rennen, welcher mit 3,8 % der Stimmen auf den dritten Platz kam.
Die Unionistische Demokratische Union gibt ihre tägliche Parteizeitung auf Arabisch heraus (El Watan).